# 959

## Починали
- 9 ноември – Константин VII Порфирогенет, император на Византия
- 9 ноември – Константин VII Багренородни, император на Византия